# Macle (héraldique)
Pour les articles homonymes, voir Macle.

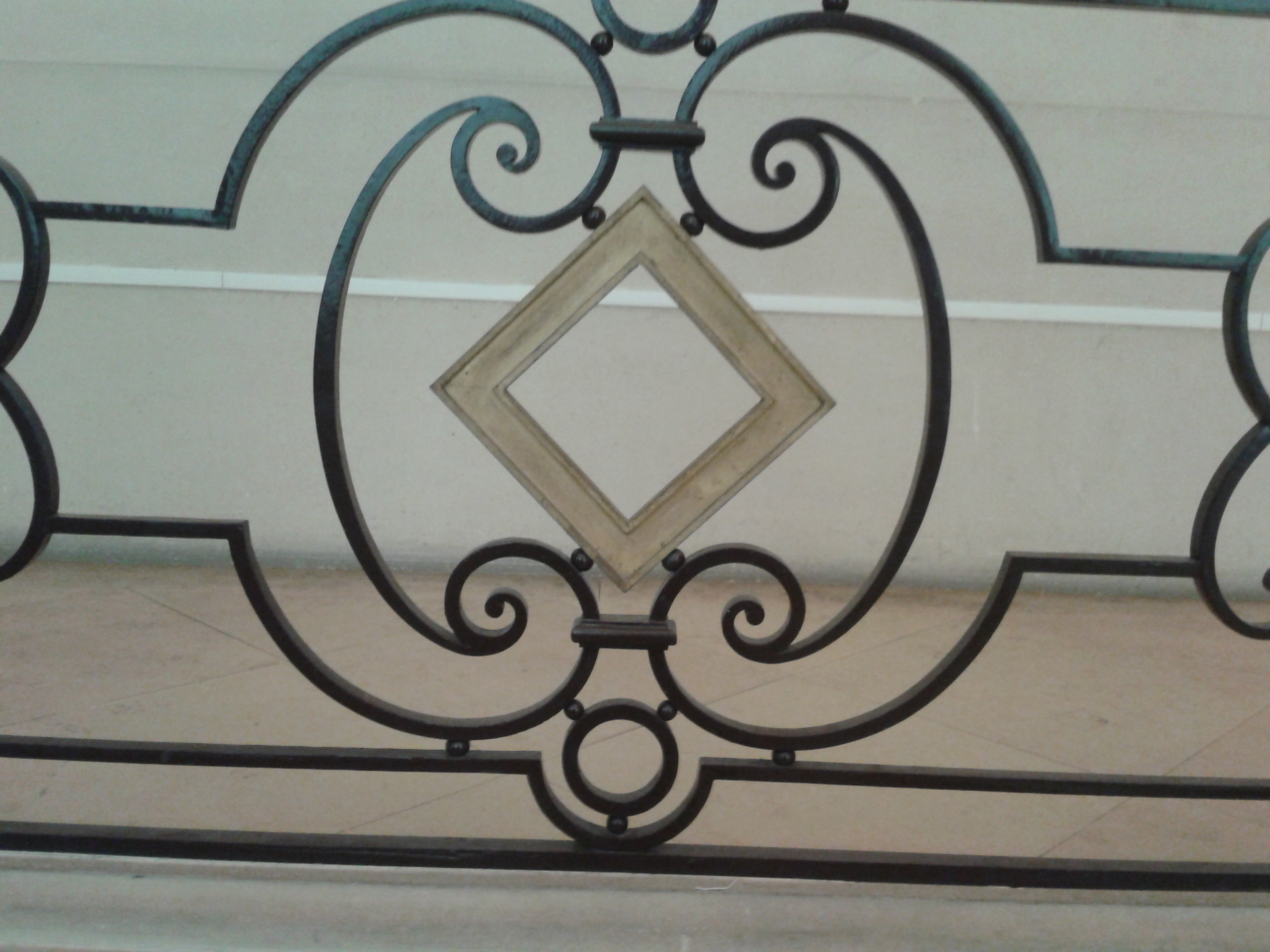
Balustrade de l'escalier d'honneur de l'hôtel de Rohan à Paris.

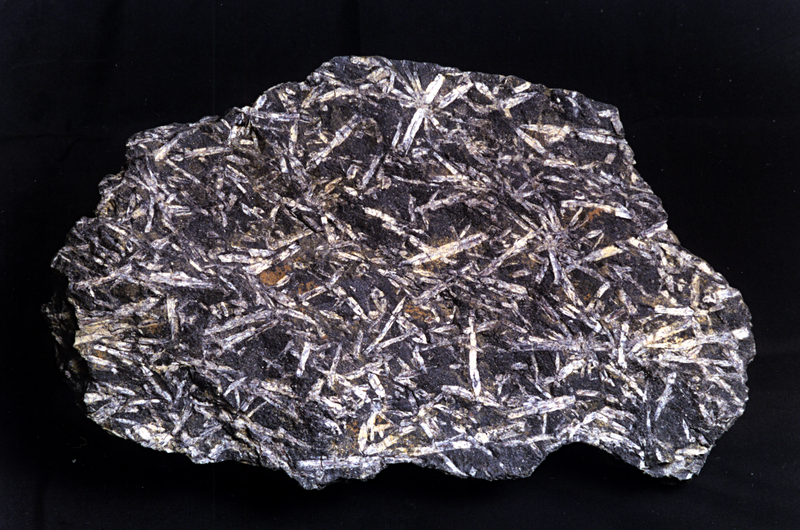
Schiste à andalousite (faciès chiastolite). Cette espèce minérale cristallise en baguettes à section losangique dont la cassure transversale montre des inclusions carbonées formant des taches noires (en latin macula) dont la répartition régulière mime une croix sombre sur fond clair.

Par analogie avec certains motifs des broignes ou des cottes à arme du chevalier, la macle est une pièce héraldique en forme de losange évidé.
Des macles sont souvent peintes ou sculptées dans le décor des palais, châteaux et chapelles de familles qui ont ce meuble dans leurs armes, notamment dans ceux des Rohan (qui portent de gueules à neuf macles d'or, posées 3, 3, 3).
Ces macles du blason de la maison de Rohan font référence à de grands cristaux de chiastolite (andalousite) qui sont développés dans les schistes ordoviciens. Ils se présentent en prismes de section presque carrée. Ces pierres, appelées pendant des siècles « macles », sont abondantes aux Salles de Rohan, à tel point que les vicomtes de Rohan, frappés par leur beauté et la similitude avec la macle héraldique, placèrent sept macles d'or sur leur blason. Leurs descendants en ajoutèrent deux supplémentaires à partir du milieu du XVIe siècle.

Le blason à sept macles de la maison de Rohan.
Le blason à neuf macles de la maison de Rohan.